# مارغريت هاميلتون
مارغريت هاميلتون (بالإنجليزية: Margaret Hamilton )‏ (و. 1902 – 1985 م) هي مدرس، وممثلة مسرحية، وممثلة أفلام، وممثلة تلفزيونية، وسياسية، من الولايات المتحدة، ولدت في كليفلاند، أوهايو، كانت عضوةً في الحزب الجمهوري، توفيت عن عمر يناهز 83 عاماً، بسبب نوبة قلبية.

## التعليم
تعلمت في Wheelock College ‏.

## وصلات خارجية
- مارغريت هاميلتون على موقع IMDb (الإنجليزية)
- مارغريت هاميلتون على موقع الموسوعة البريطانية (الإنجليزية)
- مارغريت هاميلتون على موقع روتن توميتوز (الإنجليزية)
- مارغريت هاميلتون على موقع ألو سيني (الفرنسية)
- مارغريت هاميلتون على موقع تيرنر كلاسيك موفيز (الإنجليزية)
- مارغريت هاميلتون على موقع أول موفي (الإنجليزية)
- مارغريت هاميلتون على موقع قاعدة بيانات برودواي على الإنترنت (الإنجليزية)
- مارغريت هاميلتون على موقع قاعدة بيانات الأفلام السويدية (السويدية)
- مارغريت هاميلتون على موقع إن إن دي بي (الإنجليزية)
- مارغريت هاميلتون على موقع قاعدة بيانات الفيلم (الإنجليزية)